# David Attenborough
Sir David Frederick Attenborough (/ˈætənbərə/; rojen 8. maja 1926) je angleški izdajatelj, biolog, naravoslovec in avtor. Najbolj znan je po pisanju in predstavitvi devetih naravoslovnih dokumentarnih serij v sodelovanju z BBC-jevo enoto za naravoslovje, ki tvorijo zbirko Life, celovit pregled živalskega in rastlinskega sveta na Zemlji.
Attenborough je bil višji menedžer pri BBC, v 1960-ih in 1970-ih pa je bil nadzornik BBC Two in direktor programov za televizijo BBC. Prvič se je izkazal kot gostitelj oddaje Zoo Quest leta 1954, njegova filmografija pisca, voditelja in pripovedovalca pa traja osem desetletij; vključuje Natural World, Wildlife on One, franšizo Planet Earth, The Blue Planet in njeno nadaljevanje. Je edina oseba, ki je prejela nagrade BAFTA v črno-belem, barvnem, visoki ločljivosti, ločljivostih 3D in 4K. V svojem življenju je zbral na desetine častnih nazivov in nagrad, vključno s tremi nagradami Emmy za izjemno pripovedovanje.
Medtem ko se je Attenboroughovo prejšnje delo bolj osredotočalo na čudesa naravnega sveta, je bilo njegovo kasnejše delo glasneje v podporo okoljskim vzrokom. Zavzemal se je za obnovo planetarne biotske raznovrstnosti, omejitev rasti prebivalstva, prehod na obnovljivo energijo, ublažitev podnebnih sprememb, zmanjšanje porabe mesa in dodelitev več območij naravnemu ohranjanju.
O njegovih oddajah in strasti do narave je NPR izjavil, da je »potoval po svetu in delil svoja odkritja in navdušenja s svojim patentiranim napol šepetajočim načinom pripovedovanja«. Na splošno velja za nacionalni zaklad v Združenem kraljestvu, čeprav sam ne mara tega izraza. Je mlajši brat pokojnega režiserja, producenta in igralca Richarda Attenborougha in starejši brat pokojnega direktorja motorjev Johna Attenborougha.

## Življenje in družina
Attenborough se je rodil 8. maja 1926 v Isleworthu v Middlesexu in odraščal v College House v kampusu Univerze v Leicestru, kjer je bil njegov oče Frederick ravnatelj. Je srednji izmed treh sinov; njegov starejši brat Richard (umrl leta 2014) je postal igralec in režiser, njegov mlajši brat John (umrl leta 2012) pa je bil izvršni direktor pri italijanskem proizvajalcu avtomobilov Alfa Romeo. Med drugo svetovno vojno sta njegova starša prek britanske mreže prostovoljcev, znane kot Gibanje begunskih otrok, v rejništvo sprejela tudi dve judovski deklici begunki iz Nemčije.
Attenborough je svoje otroštvo preživel v zbiranju fosilov, kamnov in naravnih primerkov. Dobil je spodbudo, ko je mlada arheologinja Jacquetta Hawkes občudovala njegovo zbirko. Veliko časa je preživel na ozemlju univerze. Pri starosti okoli 11 let je slišal, da oddelek za zoologijo potrebuje veliko zalogo pupkov, ki jih je prek svojega očeta ponudil za 3 penije za vsakega. Vir, ki ga takrat ni razkril, je bil ribnik tik ob oddelku. Leto kasneje mu je njegova posvojena sestra Marianne dala kos jantarja, v katerem so bila prazgodovinska bitja; kakšnih šestdeset let pozneje bo to središče njegovega programa The Amber Time Machine.
Leta 1936 sta se Attenborough in njegov brat Richard udeležila predavanja naravovarstvenika Greya Owla (Archibald Belaney) v De Montfort Hallu v Leicestru in nanju je vplivalo njegovo zagovarjanje ohranjanja narave. Po Richardovih besedah je bil David »presunjen nad človekovo odločenostjo, da reši bobra, nad njegovim globokim poznavanjem flore in favne kanadske divjine ter nad njegovimi opozorili o ekološki katastrofi, če bi se porušilo občutljivo ravnovesje med njimi. Ideja, da človeštvo ogroža naravo z nepremišljenim plenjenjem in ropanjem njenih bogastev, je bila takrat nezaslišana, vendar je to ostal del Daveovega lastnega verovanja vse do danes«. Leta 1999 je Richard režiral biografski film o Belaneyju z naslovom Grey Owl.
Attenborough se je šolal na Gimnaziji Wyggeston za dečke v Leicestru. Leta 1945 je prejel štipendijo za študij geologije in zoologije na kolidžu Clare College v Cambridgeu ter pridobil diplomo iz naravoslovja. Leta 1947 je bil vpoklican v državno službo v Kraljevi mornarici in dve leti preživel v Severnem Walesu in Firth of Forth. Leta 1950 se je Attenborough poročil z Jane Elizabeth Ebsworth Oriel. Paru sta se rodila dva otroka, Robert in Susan. Jane je umrla leta 1997. Robert je višji predavatelj bioantropologije na Šoli za arheologijo in antropologijo na Avstralski nacionalni univerzi v Canberri. Susan je nekdanja ravnateljica osnovne šole.
Attenboroughu so junija 2013 vgradili srčni spodbujevalnik in leta 2015 zamenjali obe koleni. Septembra 2013 je komentiral: »Če bi služil svoj denar s kopanjem premoga, bi res z veseljem nehal. Ampak nisem. Krožim po svetu in iščem najbolj pravljično zanimive stvari. Takšna sreča«.

## Kariera

### Zgodnja leta pri BBC-ju
Po odhodu iz mornarice je Attenborough prevzel mesto urednika otroških naravoslovnih učbenikov za založniško podjetje. Kmalu je bil razočaran nad delom in se leta 1950 se  prijavil za službo radijskega producenta pogovorov pri BBC. Čeprav je bil za to službo zavrnjen, je njegov življenjepis kasneje pritegnil zanimanje Mary Adams, vodje oddelka za pogovore novonastale televizijske službe BBC. Attenborough, kot večina Britancev v tistem času, ni imel televizije in je v življenju videl samo en program. Vendar je sprejel ponudbo Adamsove za trimesečni tečaj usposabljanja in se leta 1952 pridružil BBC-ju za polni delovni čas. Sprva so ga odvračali od pojavljanja pred kamero, ker je Adamsova mislila, da ima prevelike zobe, zato je postal producent oddelka Talks, ki je skrbel za vse nefiktivne oddaje. Njegovi prvi projekti so bili kviz Žival, zelenjava, mineral? in Song Hunter, serija o ljudski glasbi, ki jo je predstavil Alan Lomax.
Attenboroughova povezava z naravoslovnimi programi se je začela, ko je produciral in predstavil tridelno serijo Animal Patterns. V studijskem programu so bile predstavljene živali iz londonskega živalskega vrta, naravoslovec Julian Huxley pa je razpravljal o njihovi uporabi kamuflaže, aposematizmu in dvorjenju. Skozi ta program je Attenborough spoznal Jacka Lesterja, skrbnika hiše za plazilce v živalskem vrtu in odločila sta se, da bosta posnela serijo o ekspediciji zbiranja živali. Rezultat je bil Zoo Quest, prvič predvajan leta 1954, kjer je Attenborough v kratkem času postal voditelj, ker je Lester zbolel.
Leta 1957 je bila v Bristolu formalno ustanovljena BBC-jeva enota za naravoslovje. Attenborougha so prosili, naj se ji pridruži, vendar je to zavrnil, ker se ni želel preseliti iz Londona, kjer se je naselil s svojo mlado družino. Namesto tega je ustanovil svoj lastni oddelek, Travel and Exploration Unit, kar mu je omogočilo, da je še naprej vodil Zoo Quest in produciral druge dokumentarne filme, predvsem serijo Travellers' Tales in Adventure. V zgodnjih 1960-ih je Attenborough odstopil od stalnega osebja BBC-ja, da bi študiral za podiplomski študij socialne antropologije na London School of Economics in svoj študij prepletel z nadaljnjim snemanjem. Vendar pa je sprejel povabilo, da se vrne na BBC kot nadzornik BBC Two, preden je lahko dokončal diplomo.

### BBC administracija
Attenborough je marca 1965 postal nadzornik BBC 2 in nasledil Michaela Peacocka. V pogodbo je imel vstavljeno klavzulo, ki mu je dovoljevala, da še naprej občasno ustvarja programe. Kasneje istega leta je posnel slone v Tanzaniji, leta 1969 pa je posnel tridelno serijo o kulturni zgodovini indonezijskega otoka Bali. Za film A Blank on the Map (Prazno na zemljevidu) iz leta 1971 se je pridružil prvi zahodni odpravi v oddaljeno visokogorsko dolino v Novi Gvineji, da bi poiskal izgubljeno pleme.
BBC Two je je začel oddajati leta 1964, vendar je težko pritegnil domišljijo javnosti. Ko je Attenborough prišel kot kontrolor, je na kanalu hitro ukinil nenavadno maskoto kenguruja in pretresel urnik. Z misijo narediti produkte BBC Two raznolike in drugačne od tistih, ki jih ponujajo druga omrežja, je začel vzpostavljati portfelj programov, ki so definirali identiteto kanala za prihodnja desetletja. Pod njegovim mandatom so glasba, umetnost, zabava, arheologija, eksperimentalna komedija, potovanja, drama, šport, posel, znanost in naravoslovje našli mesto v tedenskih sporedih. Pogosto je bila v enem samem večernem ogledu ponujena eklektična mešanica. Programi, ki jih je naročil, so vključevali Man Alive, Call My Bluff, Chronicle, Match of the Day, The Old Gray Whistle Test, Monty Python's Flying Circus in The Money Programme. Z dodatkom barvne televizije je Attenborough na BBC prinesel snooker, da bi pokazal prednosti tega formata, saj ta šport uporablja barvne žoge. Šov – Pot Black – je bil kasneje pripisan razcvetu športa v 1980-ih.
Ena njegovih najpomembnejših odločitev je bila, da je naročil 13-delno serijo o zgodovini zahodne umetnosti, da bi pokazal kakovost nove UHF barvne televizijske storitve, ki jo je ponujala BBC Two. Leta 1969 je Civilization prejela vsesplošno priznanje in postavila osnovo za prelomne avtorske dokumentarne filme, ki so bili neuradno znani kot sledgehammer projekti. Sledili so drugi, vključno z The Ascent of Man (Vzpon človeka) Jacoba Bronowskega (tudi po naročilu Attenborougha) in America: A Personal History of the United States (Amerika: osebna zgodovina Združenih držav) Alistairja Cooka. Attenborough je menil, da bi bila zgodba o evoluciji naravna tema za takšno serijo. Svojo zamisel je delil s Christopherjem Parsonsom, producentom pri Naravoslovni enoti, ki si je zamislil naslov  Life on Earth (Življenje na Zemlji) in se vrnil v Bristol, da bi začel načrtovati serijo. Attenborough je imel močno željo, da bi sam predstavil serijo, vendar to ne bi bilo mogoče, dokler je bil na vodstvenem položaju.
V času vodenja BBC Two je Attenborough zavrnil prošnjo Terryja Wogana za voditelja na kanalu z obrazložitvijo, da ni ustreznih prostih delovnih mest. Kanal je že imel irskega napovedovalca, pri čemer je Attenborough leta 2016 razmišljal: »Če bi dva Irca nastopala na BBC Two, bi bilo videti smešno. To ni nikakršna pripomba o talentih Terryja Wogana«. Attenborough je tudi priznal, da je sankcioniral brisanje televizijskega produkta v tem obdobju, da bi zmanjšal stroške, vključno s serijo Alana Bennetta, ki jo je kasneje obžaloval. Leta 1969 je Attenborough napredoval v programskega direktorja, zaradi česar je bil odgovoren za produkte obeh kanalov BBC. Njegove naloge, ki so vključevale dogovarjanje o proračunih, udeležbo na sestankih upravnega odbora in odpuščanje osebja, so bile zdaj daleč stran od posla snemanja programov. Ko so leta 1972 predlagali Attenboroughovo ime kot kandidata za položaj generalnega direktorja BBC, je poklical svojega brata Richarda in mu priznal, da nima apetita za službo. V začetku naslednjega leta je zapustil svoje delovno mesto in se vrnil k rednemu ustvarjanju programov, kar mu je pustilo svobodo pri pisanju in predstavitvi načrtovanega naravoslovnega epa.
Po njegovem odstopu je Attenborough postal samostojni izdajatelj in začel delati na svojem naslednjem projektu, potovanju v Indonezijo z ekipo iz Naravoslovne enote. Posledica tega je bila serija Eastwards z Attenboroughom iz leta 1973, ki je bila po tonu podobna prejšnji Zoo Quest; glavna razlika je bila uvedba barve. Attenborough je izjavil, da želi delati v Aziji, ker so se prejšnji dokumentarni filmi o naravi večinoma osredotočali na Afriko. Tistega leta je bil Attenborough povabljen, da izvede božično predavanje Royal Institution o jeziku živali. Po delu na Eastwards z Attenboroughom je začel delati na scenarijih za Life on Earth. Zaradi obsega njegovih ambicij se je BBC odločil za sodelovanje z ameriško mrežo, da bi zagotovili potrebna sredstva. Medtem ko so potekala pogajanja, je sodeloval pri številnih drugih televizijskih projektih. Predstavil je serijo o ljudski umetnosti (The Tribal Eye, 1975) in drugo o potovanjih odkritij (The Explorers, 1975). Predstavil je tudi BBC-jevo otroško serijo o kriptozoologiji z naslovom Čudovite živali (1975), v kateri so prikazana mitska bitja, kot so morske deklice in samorogi. Sčasoma je BBC podpisal pogodbo o koprodukciji s Turner Broadcasting in Life on Earth se je preselil v produkcijo leta 1976.

### SerijaLife on Earth
Začetek z Life on Earth leta 1979 se je Attenborough lotil ustvarjanja dela, ki je postalo merilo kakovosti pri snemanju filmov o divjih živalih in je vplivalo na generacijo ustvarjalcev dokumentarnih filmov. Serija je vzpostavila številne značilnosti BBC-jeve naravoslovne produkcije. Z resno obravnavo svoje teme in raziskovanjem najnovejših odkritij sta si Attenborough in njegova produkcijska ekipa pridobila zaupanje znanstvenikov, ki so se odzvali tako, da so mu dovolili, da svoje teme predstavi v svojih programih. Inovacije so bile še en dejavnik uspeha Life on Earth: oblikovane so bile nove tehnike snemanja filmov, da bi dobili posnetke, ki jih je želel Attenborough, s poudarkom na dogodkih in živalih, ki do tedaj niso bili posneti. Mednarodno letalsko potovanje je omogočilo, da je bila serija zasnovana tako, da je Attenborough v vsaki epizodi obiskal več lokacij po vsem svetu, včasih pa je v enem nizu celo zamenjal celine. Čeprav se je pojavljal kot voditelj na zaslonu, je omejil svoj čas pred kamero, da bi dal več časa svojim osebam.
Pet let po uspehu Life on Earth je BBC izdal The Living Planet (Živi planet: portret Zemlje). Tokrat je Attenborough svojo serijo zgradil okoli teme ekologije, prilagajanja živih bitij okolju. To je bil še en kritični in komercialni uspeh, ki je ustvaril ogromno mednarodno prodajo za BBC. Leta 1990 je The Trials of Life (Preizkušnje življenja) zaključil izvirno trilogijo Life, ki je obravnavala vedenje živali skozi različna življenjska obdobja.
V 1990-ih je Attenborough še naprej uporabljal naslov Življenje za vrsto avtorskih dokumentarcev. Leta 1993 je predstavil Life in the Freezer (Življenje v zamrzovalniku), prvo televizijsko serijo, ki je raziskala naravno zgodovino Antarktike. Čeprav je že presegel običajno upokojitveno starost, se je nato lotil številnih bolj specializiranih raziskav naravnega sveta, začenši z rastlinami. Izkazale so se kot težka tema za njegove producente, ki so morali predvajati ure in ure televizije, v kateri so bili v bistvu nepremični predmeti. Rezultat je bil The Private Life of Plants (Zasebno življenje rastlin, 1995), ki je prikazal rastline kot dinamične organizme s pomočjo fotografiranja s časovnim zamikom, da bi pospešil njihovo rast, in si prislužil Peabodyjevo nagrado.
Attenborough se je nato na spodbudo navdušenega ornitologa iz Naravoslovne enote BBC posvetil pticam. Ker ni bil ne opazovalec ptic ne strokovnjak za ptice, se je odločil, da je bolje usposobljen, da posname The Life of Birds (Življenje ptic, 1998) na temo vedenja. Dokumentarna serija je naslednje leto prejela drugo Peabodyjevo nagrado. Vrstni red preostale serije "Life" je narekoval razvoj tehnologije fotoaparatov. Za The Life of Mammals (Življenje sesalcev, 2002) so bile uporabljene kamere pri šibki svetlobi in infrardeče kamere, da bi razkrile vedenje nočnih sesalcev. Serija vsebuje številne nepozabne posnetke Attenborougha in njegovih subjektov, med katerimi so bili šimpanzi, sinji kit in medved grizli. Napredek v makro fotografiji je prvič omogočil zajemanje naravnega vedenja zelo majhnih bitij in leta 2005 je Life in the Undergrowth (Življenje v podrasti) občinstvo seznanilo s svetom nevretenčarjev.
Na tej točki je Attenborough spoznal, da je 20 let nezavedno sestavljal zbirko programov o vseh glavnih skupinah kopenskih živali in rastlin – manjkali so le plazilci in dvoživke. Ko so leta 2008 predvajali Life in Cold Blood (Življenje mrzlokrvnih živali), je imel zadovoljstvo dokončati sklop, združen v DVD-enciklopedijo z naslovom Life on Land (Življenje na kopnem). Komentiral je: »Evolucijska zgodovina je končana. Podvig je končan. Če bi me pred 20 leti vprašali, ali bi se lotili tako velike naloge, bi rekel 'Ne bodi smešen!' Ti programi pripovedujejo določeno zgodbo in prepričan sem, da bodo drugi prišli zraven in jo povedali veliko bolje kot jaz, vendar upam, da bodo ljudje, če jih bodo gledali čez 50 let, še vedno imeli kaj povedati o svetu, v katerem živimo. živeti v.«
Vendar pa je leta 2010 Attenborough trdil, da bi moralo biti njegovo Prvo življenje – ki se ukvarja z evolucijsko zgodovino pred življenjem na Zemlji – vključeno v serijo "Življenje". V dokumentarcu Attenborough's Journey je izjavil: »Ta serija, do stopnje, ki je res nisem popolnoma cenil, dokler nisem začel delati na njej, resnično zaključuje sklop«.